# Taião
Taião és una antiga freguesia portuguesa del municipi de Valença, amb 8,68 km² d'àrea i 153 habitants (l'any 2011). La densitat de població n'era de 17,6 hab/km².
Des del 2013, forma part de la nova Unió de Freguesies de Gandra i Taião.

## Població
Habitants: 153 habitants (INE 2011) i 169 electors el 5-06-2011.

## Patrimoni
- Gravats a Taião (oberts en una llosa)
- Església parroquial
- Capella del Senyor del Socors
- Pintures rupestres a les muntanyes de Fortes
- Plaça del rellotge de sol
- Font de les Set Aixetes
- Molins d'aigua
- Cim de S. Lourenço
- Mines de Virialho i cim de Pedrosos.

## Economia
Sectors laborals: agricultura i ramaderia.

## Tradicions festives
Santo António, Santa Marinha, Senyor del Socors i Senyora de Fàtima.

## Geografia
L'antiga freguesia de Taião se situa a l'altiplà de la serra, a uns deu quilòmetres de la vila de Valença, seu del municipi a què pertany. S'estén per unes 868 hectàrees, distribuïdes pels llogarets de: Felgueira, Mó, Virialho, Taião de Cima i Taião de Baixo.
Els seus límits estan establerts així: al nord, les freguesies de Gandra, Sanfins i Gondomil. Al sud, la de Cerdal i Porreiras (aquesta pertany al municipi de Paredes de Coura). A l'est la freguesia de Boivão i altra volta la de Gondomil, i a ponent, la de Cerdal i altra volta la de Gandra.
Quant a la situació geogràfica, a Taião “sempre hi ha sol”, com diuen els més ancians de la freguesia.
A la freguesia hi ha el Museu Rural de Taião, que versa sobre la seua cultura i tradicions. S'inaugurà a juliol de 1996. Hi destaca el vestit de Taião, elaborat amb les tradicionals tècniques tèxtils.

## Història
Sobre la història d'aquesta freguesia, l'Inventari col·lectiu dels registres parroquials, Vol. 2 Nord, Arxius Nacionals /Torre de Tombo ens diu textualment: «El 1320, en el catàleg de les esglésies situades al territori d'entre Lima i Minho, pertanyents al bisbat de Tui, es manà elaborar pel rei En Dinis, per al pagament de la taxa, i l'església de Santa Maria de Taião va ser taxada en 30 lliures".
El 1444, Joan I aconseguí del papa que aquest territori se separàs del bisbat de Tui, i passà a pertànyer-ne al de Ceuta, on es mantingué fins al 1512, quan l'arquebisbe de Braga, En Diogo de Sousa, donà a N'Henrique, bisbe de Ceuta, la comarca eclesiàstica d'Olivença, i en rebeu en bescanvi la de Valença do Minho.
El 1513, el papa Lleó X n'aprova la permuta.
En el registre de l'avaluació, efectuada al 1546, al temps de l'arquebisbe En Manuel de Sousa, Santa Marinha de Taião era annexa al monestir de Sanfins.
En la còpia del 1580 del censal de fra Baltasar Limpo, Taião era annexa "in perpetuum" al monestir de Sanfins. Segons Américo Costa, el vicari de Santa Marinha de Taião passà a ser presentat pel Col·legi de Coïmbra, després del 1545, data en què Joan III donà el convent de Sanfins als jesuïtes, per fundar a Coïmbra el seu Col·legi.
Més tard, passa a la universitat i, al 1875, Taião adquireix el títol de rectoria. En termes administratius, va pertànyer, al 1839, al municipi de Monção i, al 1852, al de Valença».
Altres fonts afirmen que el seu origen és molt antic, la qual cosa pot ser constatada en les figures rupestres de les muntanyes de Fortes.
Les Consultes de 1258 fan referència al topònim, Fofi, que podria estar relacionat amb construccions de dòlmens conegudes com arques de Fofi. El topònim Crastello també indica com a probable un passat d'habitants de castres.

## Topònim
Es creu que el topònim Taião té arrel germànica: derivaria de l'antropònim Tagio, que evolucionà a Tagione, i originà Taião, segon la Gran Enciclopédia Portuguesa i Brasilera. També, en les citades Consultes reials es diu que Taião es podria haver originat en el nom d'un jurat, Pedro Teyam.